# GPRIN2
GPRIN2‏ (G protein regulated inducer of neurite outgrowth 2) هوَ بروتين يُشَفر بواسطة جين GPRIN2 في الإنسان.